# Çavdarhisar
Çavdarhisar là một huyện thuộc tỉnh Kütahya, Thổ Nhĩ Kỳ. Huyện có diện tích 200 km² và dân số thời điểm năm 2007 là 8906 người, mật độ 45 người/km².